# Eleição municipal de Fortaleza em 2008
A eleição municipal de 2008 em Fortaleza, assim como nas demais cidades brasileiras, ocorreu, em primeiro turno, em 5 de outubro de 2008, com o objetivo de eleger prefeito e vice-prefeito da cidade e membros da Câmara de Vereadores. Nove candidatos concorreram à vaga de prefeito. Como a então prefeita Luizianne Lins (PT) alcançou 50% dos votos válidos, não houve segundo turno.

## Antecedentes
Na eleição municipal de Fortaleza em 2004, Luizianne Lins (PT) foi eleita em segundo turno com 56,21% dos votos válidos. A candidata ficou à frente de Moroni Torgan (DEM), que obteve 43,79% dos votos válidos.  A campanha de Luizianne foi uma das maiores surpresas desta eleição. No primeiro turno, Lins saiu do 4° lugar nas pesquisas e chegou a liderança. Seu estilo político repercutiu na capital cearense.

## Candidatos
Nota: a tabela a seguir está organizada por ordem alfabética de candidatos.
| Prefeito(a)        | Prefeito(a) | Prefeito(a) | Vice-prefeito(a)  | Vice-prefeito(a) | Vice-prefeito(a) | Coligação                                                                                               | Nº |
| Candidato(a)       | Partido     | Partido     | Candidato(a)      | Partido          | Partido          | Coligação                                                                                               | Nº |
| ------------------ | ----------- | ----------- | ----------------- | ---------------- | ---------------- | --- | -- |
| Adahil Barreto     |             | PR          | Roberto Matoso    |                  | PR               | Sem coligação                                                                                           | 22 |
| Aguiar Júnior      |             | PTC         | Aldenor Brito     |                  | PTC              | Sem coligação                                                                                           | 36 |
| Carlos Vasconcelos |             | PCB         | Francisco Roberto |                  | PCB              | Sem coligação                                                                                           | 21 |
| Luiz Gastão        |             | PPS         | Sérgio Barbosa    |                  | PPS              | Sem coligação                                                                                           | 23 |
| Luizianne Lins     |             | PT          | Tin Gomes         |                  | PHS              | "Fortaleza Cada Vez Melhor" (PT / PHS / PSB / PCdoB / PMDB / PV / PMN / PSL / PTN / PRB / PTdoB / PSDC) | 13 |
| Moroni Torgan      |             | DEM         | Alexandre Pereira |                  | PP               | "Nós Vamos Fazer" (DEM / PP)                                                                            | 25 |
| Neto Nunes         |             | PSC         | Sérgio Cavalvante |                  | PSC              | Sem coligação                                                                                           | 20 |
| Patrícia Saboya    |             | PDT         | Antenor Naspolini |                  | PSDB             | "Fortaleza em Movimento" (PDT / PSDB / PTB)                                                             | 12 |
| Renato Roseno      |             | PSOL        | Francisco Gonzaga |                  | PSTU             | "Frente de Esquerda Socialista" (PSOL / PSTU)                                                           | 50 |

## Resultados

### Prefeito

#### Turno único
| Partido | Partido | Candidato          | Votos     | Votos (%) |
| ------- | ------- | ------------------ | --------- | --------- |
|         | PT      | Luizianne Lins     | 593 778   | 50,16%    |
|         | DEM     | Moroni Torgan      | 295 921   | 25%       |
|         | PDT     | Patrícia Saboya    | 183 136   | 15,47%    |
|         | PSOL    | Renato Roseno      | 67 080    | 5,67%     |
|         | PSC     | Neto Nunes         | 22 874    | 1,93%     |
|         | PTC     | Aguiar Júnior      | 8 232     | 0,7%      |
|         | PPS     | Luiz Gastão        | 6 235     | 0,53%     |
|         | PR      | Adahil Barreto     | 4 828     | 0,41%     |
|         | PCB     | Carlos Vasconcelos | 1 636     | 0,14%     |
| Totais  | Totais  | Totais             | 1 183 720 |           |

### Vereadores eleitos
|                          |        |  |  |  |
| PMDB                     |        |  |  |  |
| Dra. Magaly              | 9.813  |  |  |  |
| Paulo Gomes              | 8.154  |  |  |  |
| Carlos Mesquita          | 8.011  |  |  |  |
| Marcus Teixeira          | 7.389  |  |  |  |
| PT                       |        |  |  |  |
| Guilherme Sampaio        | 11.282 |  |  |  |
| Acrísio Sena             | 9.147  |  |  |  |
| Ronivaldo Maia           | 8.818  |  |  |  |
| João Salmito Filho       | 7.534  |  |  |  |
| PSL                      |        |  |  |  |
| José do Carmo            | 11.662 |  |  |  |
| Leda Moreira             | 10.029 |  |  |  |
| Luciram Girão            | 9.198  |  |  |  |
| PV                       |        |  |  |  |
| Roberto Mesquita         | 9.223  |  |  |  |
| Carlinhos Sidou          | 6.675  |  |  |  |
| Joaquim Rocha            | 6.528  |  |  |  |
| PTN                      |        |  |  |  |
| Alípio Rodrigues         | 6.064  |  |  |  |
| Antônio Henrique         | 4.702  |  |  |  |
| José Freire              | 4.321  |  |  |  |
| PT do B                  |        |  |  |  |
| Leonelzinho              | 6.176  |  |  |  |
| Paulo Facó               | 4.657  |  |  |  |
| PSB                      |        |  |  |  |
| Dr. Elpídio              | 10.520 |  |  |  |
| Eliane Novais            | 10.308 |  |  |  |
| PTC                      |        |  |  |  |
| Marcelo Mendes           | 5.172  |  |  |  |
| Dr. Ciro                 | 4.770  |  |  |  |
| DEM                      |        |  |  |  |
| Mairton Félix            | 7.252  |  |  |  |
| Machadinho               | 4.474  |  |  |  |
| PRP                      |        |  |  |  |
| Adail Júnior             | 4.991  |  |  |  |
| Irmão Leo                | 3.434  |  |  |  |
| PDT                      |        |  |  |  |
| Iraguassu Teixeira       | 8.013  |  |  |  |
| Plácido                  | 6.827  |  |  |  |
| PHS                      |        |  |  |  |
| Walter Cavalcante        | 11.759 |  |  |  |
| Vítor Valim              | 10.996 |  |  |  |
| PMN                      |        |  |  |  |
| Mário Hélio              | 9.843  |  |  |  |
| PRB                      |        |  |  |  |
| Gelson Ferraz            | 9.584  |  |  |  |
| PSol                     |        |  |  |  |
| João Alfredo             | 14.917 |  |  |  |
| PSDB                     |        |  |  |  |
| Pastor Carlos Dutra      | 6.478  |  |  |  |
| PR                       |        |  |  |  |
| Adelmo Martins           | 7.573  |  |  |  |
| PRTB                     |        |  |  |  |
| Dr. João Batista         | 6.524  |  |  |  |
| PP                       |        |  |  |  |
| Casimiro Neto            | 8.766  |  |  |  |
| PPS                      |        |  |  |  |
| Dr. Glauber              | 8.102  |  |  |  |
| PTB                      |        |  |  |  |
| Valdeck Vasconcelos      | 3.419  |  |  |  |
| PC do B                  |        |  |  |  |
| Eliana Gomes             | 6.181  |  |  |  |
| Fonte: Justiça Eleitoral |        |  |  |  |